# Bőrszerű redősgomba
A bőrszerű redősgomba (Byssomerulius corium) az Irpicaceae családba tartozó, kozmopolita elterjedésű, lombos fák korhadó ágain élő, nem ehető gombafaj.

## Megjelenése
A bőrszerű redősgomba termőteste 3-10 (30) cm széles, az aljzaton szabálytalan körvonalú, vékony (kb. 1 mm) bevonatot képez. Az aljzatról könnyen eltávolítható. Széle néha felemelkedő. Színe eleinte fehéres, idősen sárgás-narancssárgás, szegélye és alsó oldala fehér. Felszíne egyenetlen, finoman molyhos, gyakran körben sávos.
Termőrétege hálózatosan ráncos-likacsos. Színe fehéres, rózsaszínes-sárgás, hússzínű, széle fehér.  
Húsa szívós, bőrszerű, kiszáradva törékeny. Színe fehéres. Szaga és íze nem jellegzetes. 
Spórapora fehér. Spórája megnyúlt ellipszis vagy hengeres, sima, mérete 5-6 x 2,5-3,5 μm.

### Hasonló fajok
A sárga kéreggereben vagy a lisztes kéreggereben hasonlíthat hozzá.

## Elterjedése és termőhelye
Az Antarktisz kivételével valamennyi kontinensen előfordul. 
Lombos fák (pl. bükk) elhalt, korhadó ágain, gallyain él, azok anyagaiban fehérkorhadást okoz. Egész évben megtalálható, de spórákat főleg ősszel termel.

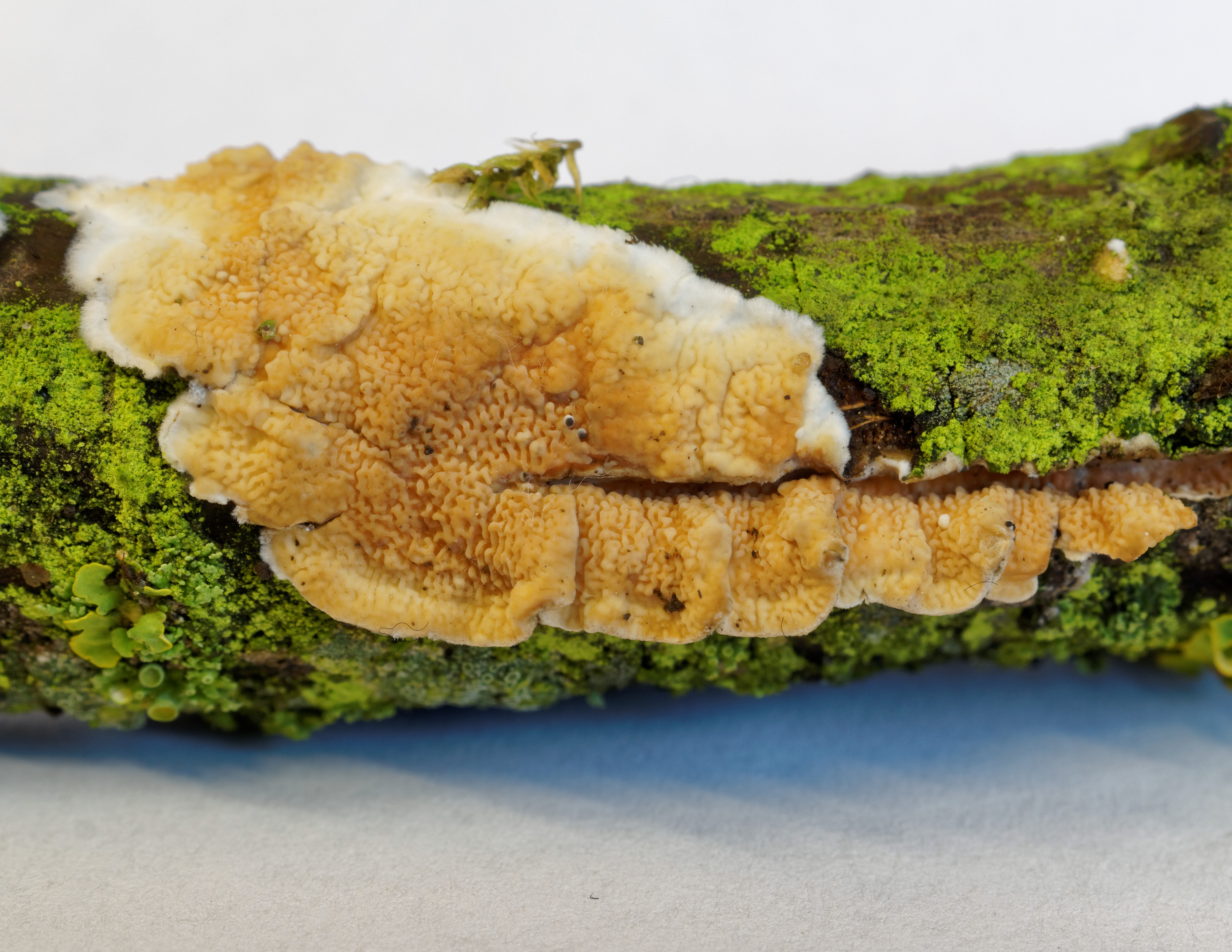
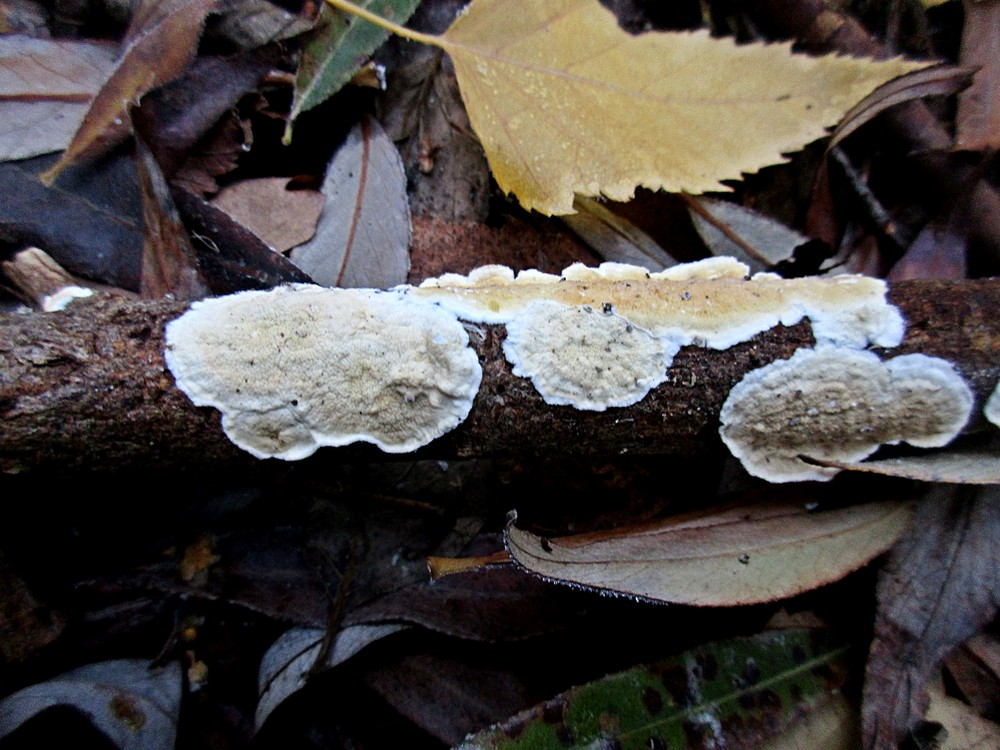
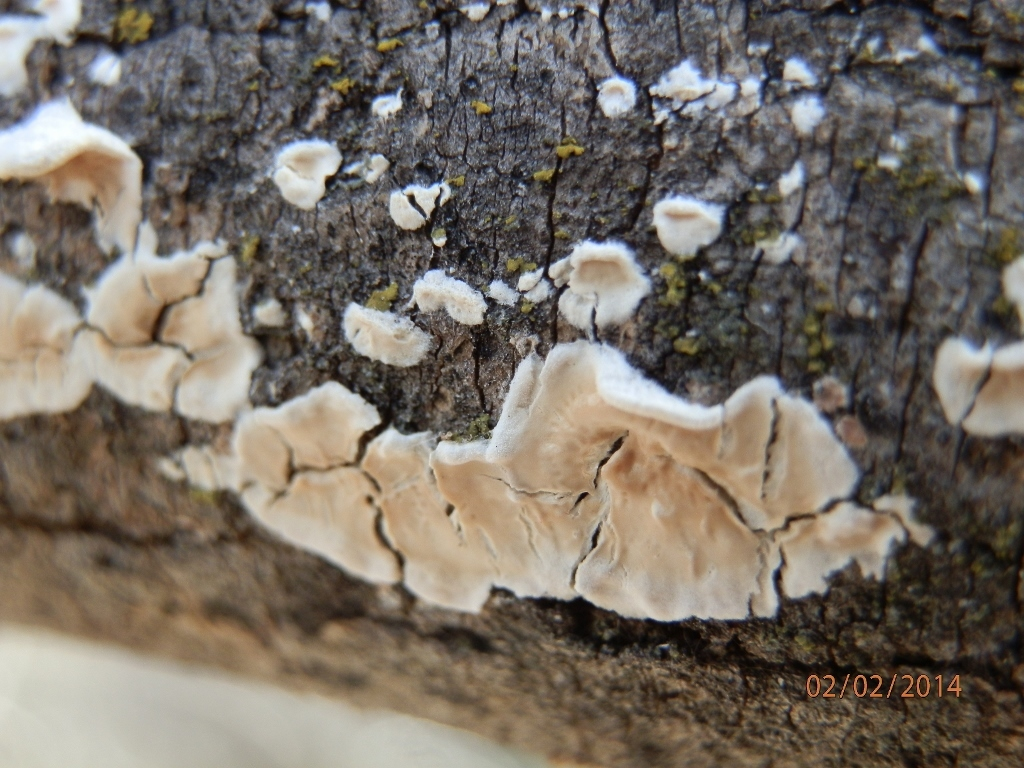
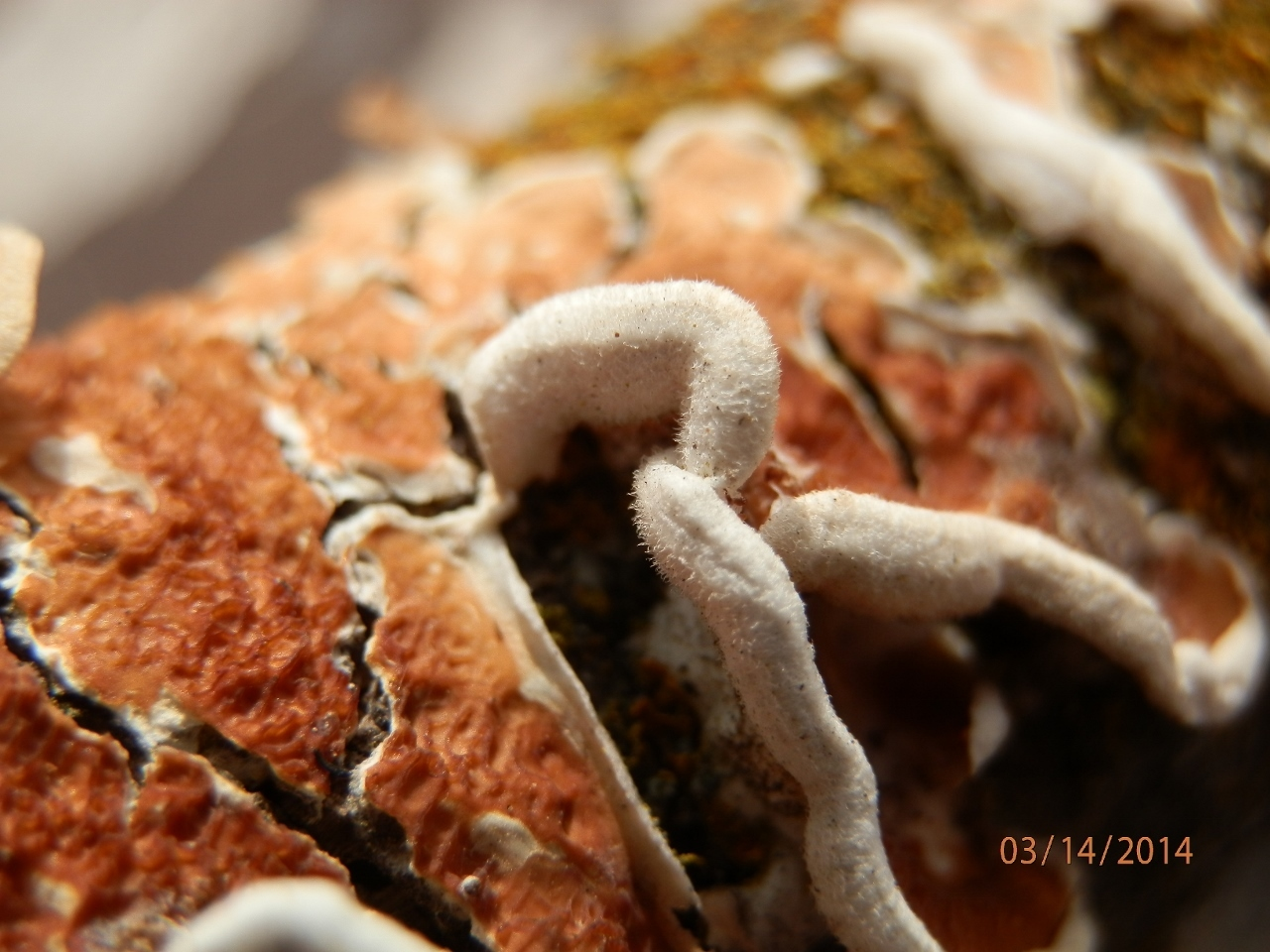
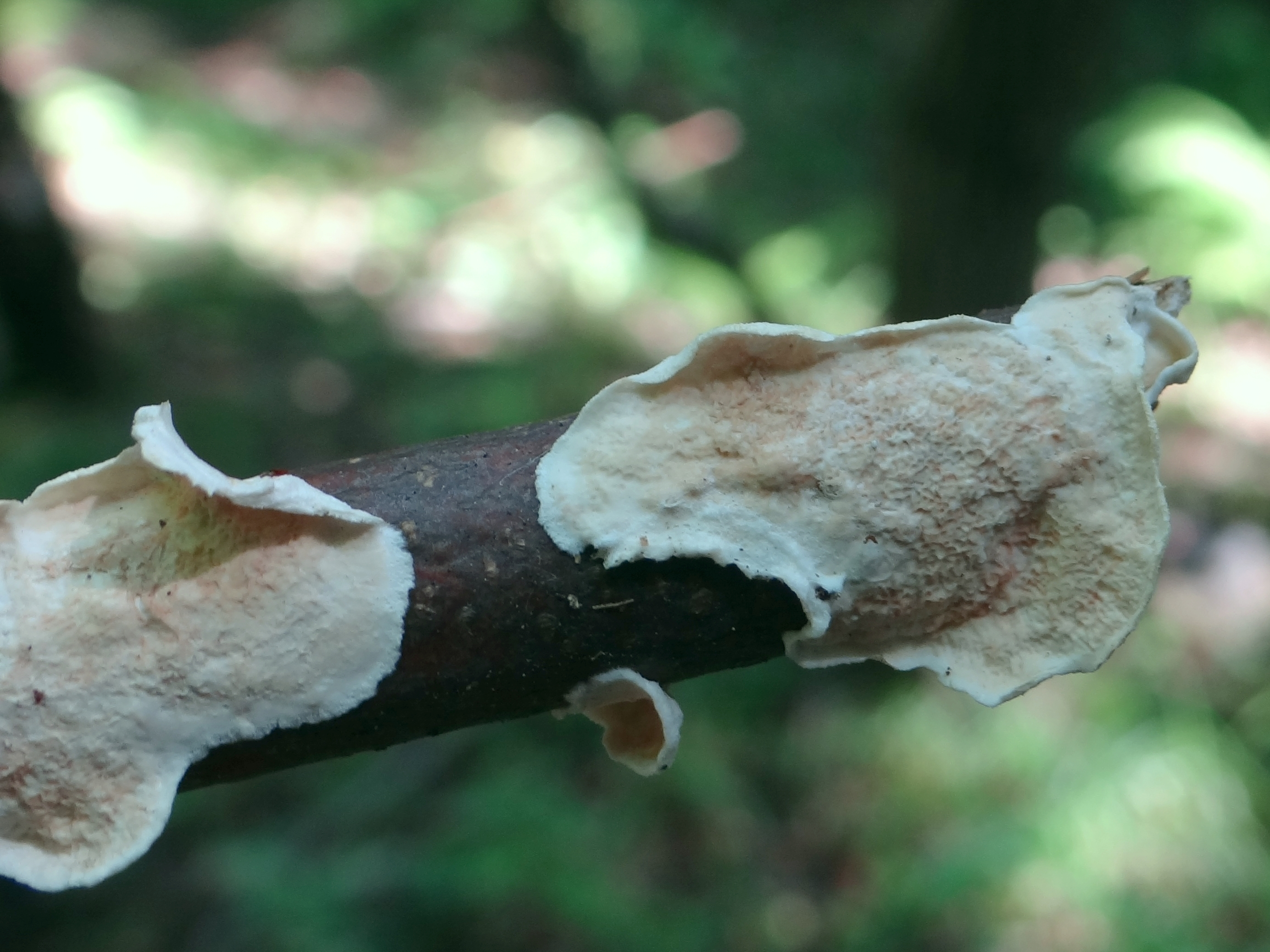

Nem ehető.  